# Craterocephalus marianae
The Magela hardyhead (Craterocephalus marianae) là một loài cá in the Atherinidae family. It is đặc hữu to Australia.